# Licania pallida
Licania pallida là một loài thực vật có hoa trong họ Cám. Loài này được (Hook.f.) Spruce ex Sagot mô tả khoa học đầu tiên năm 1867.